# 圣埃昂
圣埃昂（法語：Saint-Héand，法語發音：[sɛ̃.t‿eɑ̃]）是法国卢瓦尔省的一个市镇，位于该省东南部，属于圣艾蒂安区和圣艾蒂安都会区。

## 地理
圣埃昂（45°31'43"N, 4°22'22"E）面积31.3 平方千米，位于法国奥弗涅-罗讷-阿尔卑斯大区卢瓦尔省，该省份为法国中南部省份，北起顺时针与索恩-卢瓦尔省、罗讷省、伊泽尔省、阿尔代什省、上盧瓦爾省、多姆山省和阿列省接壤。
与圣埃昂接壤的市镇（或旧市镇、城区）包括：阿韦济约、莱特拉、丰塔内斯、拉富尤斯、拉日蒙、圣博内莱苏勒、索尔比耶、雅雷地区拉图尔。

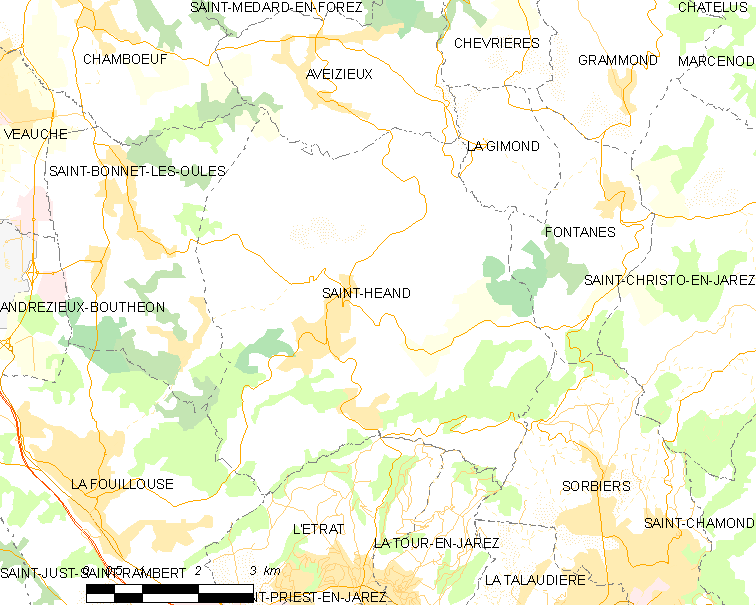
圣埃昂的OSM定位图

圣埃昂的时区为UTC+01:00、UTC+02:00（夏令时）。

## 行政
圣埃昂的邮政编码为42570，INSEE市镇编码为42234。

## 政治
圣埃昂所属的省级选区为索尔比耶县。

## 人口

1962-2008年间圣埃昂人口变化图示

圣埃昂于2022年1月1日时的人口数量为3684人。